# 1. Fußball-Club Saarbrücken 1996-1997
Questa voce raccoglie le informazioni riguardanti il 1. Fußball-Club Saarbrücken nelle competizioni ufficiali della stagione 1996-1997.

## Stagione
Nella stagione 1996-1997 il Saarbrücken, allenato da Klaus Scheer, concluse il campionato di Regionalliga ovest-sudovest al 3º posto.

## Rosa
| N. |                        | Ruolo | Calciatore           |
| -- | ---------------------- | ----- | -------------------- |
| 8  | Nigeria (bandiera)     | A     | Sambo Choji          |
| 12 | Germania (bandiera)    | P     | Harald Ebertz        |
| 26 | Nigeria (bandiera)     | C     | Stephen Musa         |
|    | Germania (bandiera)    | P     | Denis Gilgemann      |
|    | Germania (bandiera)    | P     | Georg Müller         |
|    | Lussemburgo (bandiera) | D     | Frank Deville        |
|    | Germania (bandiera)    | D     | Peter Eiden          |
|    | Germania (bandiera)    | D     | Patrick Klyk         |
|    | Germania (bandiera)    | D     | Patrick Neumann      |
|    | Germania (bandiera)    | D     | Joachim Trautmann    |
|    | Germania (bandiera)    | C     | Andreas Abel         |
|    | Francia (bandiera)     | C     | Patrick Amrane       |
|    | Stati Uniti (bandiera) | C     | Dario Brose          |
|    | Argentina (bandiera)   | C     | Juan Carlos Corvalan |

| N. |                       | Ruolo | Calciatore         |
| -- | --------------------- | ----- | ------------------ |
|    | Ungheria (bandiera)   | C     | Zoltán Kecskés     |
|    | Germania (bandiera)   | C     | Jürgen Kramny      |
|    | Germania (bandiera)   | C     | Alexander Leibrock |
|    | Francia (bandiera)    | C     | Daniel Magno       |
|    | Ungheria (bandiera)   | C     | János Marozsán     |
|    | Germania (bandiera)   | C     | Mario Nickeleit    |
|    | Ghana (bandiera)      | C     | Yaw Ohemeng        |
|    | Portogallo (bandiera) | C     | Paolo da Palma     |
|    | Germania (bandiera)   | C     | Kai-Uwe Schnell    |
|    | Brasile (bandiera)    | A     | Adriano            |
|    | Georgia (bandiera)    | A     | Melori Bigvava     |
|    | Germania (bandiera)   | A     | Angelo Donato      |
|    | Germania (bandiera)   | A     | Michael Petri      |
|    | Slovenia (bandiera)   | A     | Branko Zibert      |

## Organigramma societario
Area tecnica
- Allenatore: Klaus Scheer
- Allenatore in seconda:
- Preparatore dei portieri:
- Preparatori atletici:
- Analisi video:

## Calciomercato

### Sessione estiva
| Acquisti | Acquisti             | Acquisti            | Acquisti |
| R.       | Nome                 | da                  | Modalità |
| -------- | -------------------- | ------------------- | -------- |
| C        | Kai-Uwe Schnell      | Paderborn           |          |
| A        | Adriano              | Homburg             |          |
| C        | Patrick Amrane       | Bordeaux            |          |
| C        | Juan Carlos Corvalan | SV Wittlich         |          |
| D        | Frank Deville        | Union Berlino       |          |
| P        | Harald Ebertz        | Norimberga          |          |
| C        | Zoltán Kecskés       | Ferencváros         |          |
| C        | János Marozsán       | Template:Calcio Pec |          |
| D        | Patrick Neumann      | Colonia II          |          |
| D        | Joachim Trautmann    | Salmrohr            |          |
| A        | Branko Zibert        | FC Bülach           |          |

| Cessioni | Cessioni        | Cessioni          | Cessioni |
| R.       | Nome            | a                 | Modalità |
| -------- | --------------- | ----------------- | -------- |
| D        | Henning Bürger  | Norimberga        |          |
| C        | Robert Clarke   | Elversberg        |          |
| C        | Thomas Gerstner | Carl Zeiss Jena   |          |
| C        | Christian Mehle | Elversberg        |          |
| A        | Jörg Nowotny    | Uerdingen 05      |          |
| P        | Stephan Straub  | Eintracht Treviri |          |
| C        | Ryan Tinsley    | San Diego Sockers |          |
| D        | Miloš Tomaš     | Rot-Weiss Essen   |          |

### Sessione invernale
| Acquisti | Acquisti | Acquisti | Acquisti |
| R.       | Nome     | da       | Modalità |
| -------- | -------- | -------- | -------- |

| Cessioni | Cessioni         | Cessioni   | Cessioni |
| R.       | Nome             | a          | Modalità |
| -------- | ---------------- | ---------- | -------- |
| C        | Bernd Rohrbacher | Elversberg |          |

## Risultati

### Regionalliga ovest-sudovest

#### Girone di andata
| Arbitro: | Willems |

|               |           |                           |
| Borgmeier 77’ | Marcatori | 30’ Brose 68’, 78’ Kramny |

| Arbitro: | Fandel |

|               |           |                    |
| Nickeleit 79’ | Marcatori | 75’ Dočev 90’ Ewen |

| Arbitro: | Jansen |

|                      |           |            |
| Süs 41’ Dikhtiar 54’ | Marcatori | 90’ Zibert |

| Arbitro: | Hecker |

|         |           |  |
| Musa 8’ | Marcatori |  |

| Arbitro: | Liedtke |

|                              |           |  |
| Dröge 16’ Guzik 38’ Lieg 53’ | Marcatori |  |

| Arbitro: | Merk |

|                                   |           |  |
| Zibert 16’ Brose 62’ Corvalan 63’ | Marcatori |  |

| Arbitro: | Friedrichs |

|  |           |                           |
|  | Marcatori | 56’ Brose 61’, 87’ Zibert |

| Saarbrücken 14 settembre 1996, ore 15:00 CEST 8ª giornata | Saarbrücken | 0 – 0 referto | Alemannia Aquisgrana | Ludwigsparkstadion (2 600 spett.)\| Arbitro: \| Buchkremer \| |
| Arbitro:                                                  | Buchkremer  |               |                      |                                                               |

| Arbitro: | Orde |

|                                                  |           |                         |
| Serr 27’ (rig.) Gockel 53’ Klaus 73’ Reinert 83’ | Marcatori | 59’ Bigvava 60’ Adriano |

| Arbitro: | Insam |

|                         |           |              |
| Zibert 14’ Corvalan 71’ | Marcatori | 40’ Warbende |

| Arbitro: | Scheppe |

|           |           |            |
| Weber 89’ | Marcatori | 48’ Zibert |

| Arbitro: | Engler |

|                                                 |           |                                 |
| Adriano 41’ Brose 50’, 89’ Zibert 61’, 74’, 78’ | Marcatori | 77’ Jubiläum 83’ (rig.) Volberg |

| Arbitro: | Gettke |

|                |           |             |
| Katcharava 30’ | Marcatori | 37’ Adriano |

| Saarbrücken 26 ottobre 1996, ore 15:00 CEST 14ª giornata | Saarbrücken | 0 – 0 referto | Eintracht Treviri | Ludwigsparkstadion (3 000 spett.)\| Arbitro: \| Willems \| |
| Arbitro:                                                 | Willems     |               |                   |                                                            |

| Arbitro: | Schäfer |

|                                |           |            |
| Ramadani 37’ (rig.) Kuhnen 85’ | Marcatori | 66’ Donato |

| Arbitro: | Krug |

|             |           |             |
| Hartwig 86’ | Marcatori | 27’ Adriano |

| Arbitro: | Briesch |

|            |           |  |
| Zibert 19’ | Marcatori |  |

#### Girone di ritorno
| Arbitro: | Wick |

|                        |           |          |
| Zibert 30’ (rig.), 90’ | Marcatori | 15’ Karp |

| Arbitro: | Hotop |

|                      |           |            |
| Vandas 16’ Dočev 44’ | Marcatori | 65’ Zibert |

| Arbitro: | Funken |

|                        |           |                     |
| Choji 50’ Corvalan 83’ | Marcatori | 10’ Hamár 88’ Stark |

| Arbitro: | Hermsdorf |

|  |           |                                        |
|  | Marcatori | 8’, 36’ Choji 60’ Schnell 80’ Corvalan |

| Arbitro: | Henes |

|                                               |           |                         |
| Choji 18’, 69’ Palma 43’ Musa 73’ Bigvava 89’ | Marcatori | 29’ Vengels 83’ Bußhoff |

| Arbitro: | Neis |

|           |           |          |
| Gries 35’ | Marcatori | 32’ Klyk |

| Arbitro: | Gruse |

|           |           |  |
| Choji 16’ | Marcatori |  |

| Arbitro: | Scheppe |

|            |           |            |
| Lochen 46’ | Marcatori | 45’ Zibert |

| Arbitro: | Merk |

|            |           |  |
| Kramny 71’ | Marcatori |  |

| Arbitro: | Buchkremer |

|             |           |                          |
| Raschke 22’ | Marcatori | 3’ Palma 26’, 51’ Zibert |

| Arbitro: | Gettke |

|                  |           |                         |
| Zibert 6’ (rig.) | Marcatori | 45’ Bieber 51’ Gottwald |

| Arbitro: | Schneider |

|            |           |                                   |
| Stulin 70’ | Marcatori | 45’ Musa 52’ Brose 80’, 86’ Choji |

| Arbitro: | Kinhöfer |

|                        |           |  |
| Zibert 73’ (rig.), 83’ | Marcatori |  |

| Arbitro: | Henes |

|                                         |           |                             |
| Bennij 43’ Czakon 51’ (rig.) Wagner 67’ | Marcatori | 30’, 48’, 84’ (rig.) Zibert |

| Arbitro: | Thiemer |

|                       |           |  |
| Schnell 55’ Choji 57’ | Marcatori |  |

| Arbitro: | Zumkier |

|                       |           |  |
| Musa 65’ Corvalan 81’ | Marcatori |  |

| Arbitro: | Engler |

|                         |           |                       |
| Huschbeck 72’ Jelic 84’ | Marcatori | 33’ Zibert 82’ Amrane |

## Statistiche

### Statistiche di squadra
| Competizione | Punti | In casa | In casa | In casa | In casa | In casa | In casa | In trasferta | In trasferta | In trasferta | In trasferta | In trasferta | In trasferta | Totale | Totale | Totale | Totale | Totale | Totale | DR  |
| Competizione | Punti | G       | V       | N       | P       | Gf      | Gs      | G            | V            | N            | P            | Gf           | Gs           | G      | V      | N      | P      | Gf     | Gs     | DR  |
| ------------ | ----- | ------- | ------- | ------- | ------- | ------- | ------- | ------------ | ------------ | ------------ | ------------ | ------------ | ------------ | ------ | ------ | ------ | ------ | ------ | ------ | --- |
| Regionalliga | 61    | 17      | 12      | 3       | 2       | 32      | 12      | 17           | 5            | 7            | 5            | 32           | 26           | 34     | 17     | 10     | 7      | 64     | 38     | +26 |
| Totale       | 61    | 17      | 12      | 3       | 2       | 32      | 12      | 17           | 5            | 7            | 5            | 32           | 26           | 34     | 17     | 10     | 7      | 64     | 38     | +26 |

### Andamento in campionato
| Giornata  | 1 | 2 | 3  | 4 | 5  | 6 | 7 | 8 | 9 | 10 | 11 | 12 | 13 | 14 | 15 | 16 | 17 | 18 | 19 | 20 | 21 | 22 | 23 | 24 | 25 | 26 | 27 | 28 | 29 | 30 | 31 | 32 | 33 | 34 |
| --------- | - | - | -- | - | -- | - | - | - | - | -- | -- | -- | -- | -- | -- | -- | -- | -- | -- | -- | -- | -- | -- | -- | -- | -- | -- | -- | -- | -- | -- | -- | -- | -- |
| Luogo     | T | C | T  | C | T  | C | T | C | T | C  | T  | C  | T  | C  | T  | T  | C  | C  | T  | C  | T  | C  | T  | C  | T  | C  | T  | C  | T  | C  | T  | C  | C  | T  |
| Risultato | V | P | P  | V | P  | V | V | N | P | V  | N  | V  | N  | N  | P  | N  | V  | V  | P  | N  | V  | V  | N  | V  | N  | V  | V  | P  | V  | V  | N  | V  | V  | N  |
| Posizione | 1 | 4 | 11 | 6 | 13 | 9 | 3 | 6 | 7 | 6  | 6  | 5  | 6  | 6  | 6  | 6  | 6  | 6  | 6  | 6  | 6  | 5  | 5  | 5  | 5  | 5  | 4  | 5  | 4  | 3  | 3  | 3  | 3  | 3  |

Legenda:

Luogo: C = Casa; T = Trasferta. Risultato: V = Vittoria; N = Pareggio; P = Sconfitta.

### Statistiche dei giocatori
| A. Abel       | 0  | 0  | 0  | 0 |
| A. Adriano    | 16 | 4  | 0  | 2 |
| P. Amrane     | 9  | 1  | 0  | 1 |
| M. Bigvava    | 34 | 2  | 0  | 0 |
| D. Brose      | 24 | 6  | 2  | 0 |
| S. Choji      | 16 | 9  | 0  | 0 |
| J. Corvalan   | 24 | 5  | 1  | 3 |
| F. Deville    | 16 | 0  | 0  | 0 |
| A. Donato     | 8  | 1  | 0  | 0 |
| H. Ebertz     | 34 | 0  | 4  | 0 |
| P. Eiden      | 20 | 0  | 1  | 0 |
| D. Gilgemann  | 0  | 0  | 0  | 0 |
| Z. Kecskés    | 13 | 0  | 0  | 0 |
| P. Klyk       | 10 | 1  | 1  | 0 |
| J. Kramny     | 33 | 3  | 4  | 1 |
| A. Leibrock   | 0  | 0  | 0  | 0 |
| D. Magno      | 1  | 0  | 0  | 0 |
| J. Marozsán   | 13 | 0  | 1  | 1 |
| S. Musa       | 32 | 4  | 3  | 0 |
| G. Müller     | 0  | 0  | 0  | 0 |
| P. Neumann    | 8  | 0  | 1  | 0 |
| M. Nickeleit  | 25 | 1  | 0  | 1 |
| Y. Ohemeng    | 17 | 0  | 0  | 0 |
| P. Palma      | 33 | 2  | 10 | 2 |
| M. Petri      | 5  | 0  | 0  | 0 |
| B. Rohrbacher | 2  | 0  | 0  | 0 |
| K. Schnell    | 19 | 2  | 0  | 0 |
| J. Trautmann  | 7  | 0  | 0  | 0 |
| B. Zibert     | 33 | 23 | 8  | 1 |